# Sphaerophoraceae
Sphaerophoraceae es una familia de hongos liquenizados en el orden Lecanorales. Las especies de esta familia tienen una muy amplia distribución, especialmente en las regiones templadas del sur. La familia contiene 5 géneros y 32 especies.